# Queen’s Champion
A Honourable The Queen's Champion (a királynő bajnoka) egy a scrivelsbyi uradalom tulajdonosa által 1066 óta viselt örököletes hivatal.  A hivatal birtokosa egyben Anglia zászlóvivője is.

## Történet

### Eredet
A hivatalt eredetileg Robert Marmyonnak adományozták Tamworth várával és birtokával, valamint a scrivelsbyi uradalommal együtt 1066-ban. Azóta egészen a tizenkilencedik századig a hivatal viselőjének kellett a király védelmezőjeként fellépnie a koronázás során ha fellépett az a valószerűtlen helyzet, hogy valaki kétségbe vonta az új király jogát a trónra. A bajnoknak a koronázási bankett során teljes páncélzatban kellett belovagolnia a Westminster Hallba az Earl Marshal és a Lord High Constable kíséretében, akik szintén teljes öltözéket, palástot és fejdíszt viseltek, és várták bármely jelenlévő kihívását. A király maga csak önmagával egyenrangúval párbajozhatott volna. Ez a harci megmérettetés kizárólag ceremoniális célokat szolgált, központi helyet elfoglalva a koronázás utáni banketten.
A Marmyon család férfiága 1337-re kihalt és abban az évben a király bajnokának hivatalát II. Richárd király koronázásán Sir John Dymoke viselte, aki a Marmyon család örökösét, Margaret Marmyont vette feleségül és így övé volt a scrivelsbyi uradalom. Sir Baldwin de Freville-nek, a Tamworth uradalom akkori tulajdonosának igényét elutasították.
A későbbi években a Térdszalagrend címkirálya olvasta fel a kihívást és a bajnok ledobta páncélkesztyűjét a Westminster Hall bejáratánál, majd a terem közepén és végül a trón lábánál, minden alkalommal megismételve a kihívást. A címerkirály vette fel mindhárom alkalommal a kesztyűt. A bajnok jutalma egy aranyozott fedett kupa volt, melyből előzőleg az uralkodó a bajnok egészségére ivott.
Egyesek azt állítják, hogy a kihívást 1689-ben egy öregasszony valóban elfogadta, aki állítólag egy jakobita kardforgató volt álruhában aki párbajra hívta Dymoke-ot másnapra a Hyde Parkba. Nincs bizonyíték ezen állítás alátámasztására. Hasonlóan, egy pletyka szerint 1764-ben egy fehér hölgy kesztyűje repült a Hallba, állítólag jakobitától.
Ha a bajnok küzdött és nyert, jutalmaként megkapta a kölcsönbe kapott páncélt amit viselt és a lovat amelyet megült (a királyi istállók második legjobbikát).

### Modern időkben
A kihívás szövege módosult az idők folyamán, de IV. György király korában a következő volt:
„Ha bármely személy, légyen bármilyen rendű vagy rangú, előkelő születésű vagy alacsony származású, kétségbe vonja vagy megtagadja felséges urunknak, Györgynek, Nagy-Britannia és Írország Egyesült Királyság királyának, a hit védelmezőjének, az elhunyt felséges királyunk fiának és örökösének jogát arra, hogy Nagy-Britannia és Írország királyság birodalmi Koronájának jogos örököse legyen, vagy hogy élvezze ugyanezt a jogot; itt van bajnoka, aki kijelenti, hogy ő hazudik és csalárd áruló, és aki kész személyesen megküzdeni vele, és ebben a vitában feltenni életét ellene az általa választott bármely napon.”
Angolul:
„If any person, of whatever degree soever, high or low, shall deny or gainsay our Sovereign Lord George, King of the United Kingdom of Great Britain and Ireland, Defender of the Faith, son and next heir unto our Sovereign Lord the last King deceased, to be the right heir to the imperial Crown of this realm of Great Britain and Ireland, or that he ought not to enjoy the same; here is his Champion, who saith that he lieth, and is a false traitor, being ready in person to combat with him, and in this quarrel will adventure his life against him on what day soever he shall be appointed. ”
1831-ben nem tartottak koronázási bankettet és így a király bajnokának nem volt feladata, habár 1902-ben az igényét befogadta a Court of Claims (a koronázással kapcsolatos szolgálattevési igények eldöntésére létrehozott döntőbíróság) és neki ítélték az angol lobogó viselésének a jogát.

## A jelenlegi Queen's Champion
A királynő jelenlegi bajnoka John Lindley Marmion Dymoke alezredes. A királynő 1953-as koronázásán ő vitte a brit zászlót.
A legidősebb fia és örököse Francis Dymoke egy okleveles könyvvizsgáló és ingatlantulajdonos.

## Kapcsolódó kiadványok
- Lodge, The Rev.  Samuel. Scrivelsby, The Home of the Champions.. Horncastle: W K Morton (1893)

## Fordítás
- Ez a szócikk részben vagy egészben  a   Queen's Champion című angol Wikipédia-szócikk ezen változatának fordításán alapul.  Az eredeti cikk szerkesztőit annak laptörténete sorolja fel. Ez a jelzés csupán a megfogalmazás eredetét és a szerzői jogokat jelzi, nem szolgál a cikkben szereplő információk forrásmegjelöléseként.